# Bundesratswahl 1993

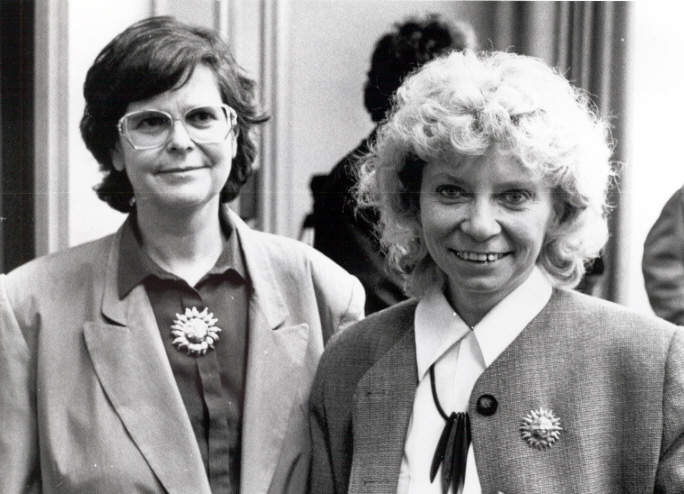
Ruth Dreifuss (links) und Christiane Brunner am 8. März 1993

Die Bundesratswahl 1993 fand am 3. und am 10. März 1993 statt. Sie wurde nötig, da Bundesrat René Felber (SP) aus gesundheitlichen Gründen seinen Rücktritt auf Ende März eingereicht hatte.

## Wahl am 3. März
Die Ersatzwahl war in der Vereinigten Bundesversammlung auf den 3. März angesetzt. Die SP erhob gemäss der Zauberformel Anspruch auf den Sitz. Nach der Nichtwahl von Lilian Uchtenhagen 1983 war es für die SP klar, dass sie eine Frau fordern würde. Der Bundesrat war zu diesem Zeitpunkt wieder ein reines Männergremium. Die Konventionen verlangten zudem eine Kandidatur aus der Romandie. Die SP-Fraktion stellte eine Einzelkandidatur auf: Christiane Brunner, Gewerkschafterin und Hoffnungsträgerin der Frauenbewegung.
Die Kandidatur stiess weniger im Parlament, aber sehr stark an der Basis der bürgerlichen Parteien auf Ablehnung. Als geschiedene Frau mit Patchwork-Familie, Organisatorin des Frauenstreiks und Vertreterin der 68er-Generation war Brunner ein Feindbild einiger Bevölkerungsgruppen. Die Fraktion der Auto-Partei gab bekannt, die Konkordanzregierung nicht mitzutragen und Gilbert Coutau (LPS) zu wählen. Die anderen Fraktionen gaben keine Erklärungen ab.

### Resultate
|                         |                         | 1. Wahlgang | 2. Wahlgang |
| ----------------------- | ----------------------- | ----------- | ----------- |
| ausgeteilte Wahlzettel  | ausgeteilte Wahlzettel  | 244         | 244         |
| eingegangene Wahlzettel | eingegangene Wahlzettel | 244         | 244         |
| leer/ungültig           | leer/ungültig           | 5/0         | 2/0         |
| gültig total            | gültig total            | 239         | 242         |
| absolutes Mehr          | absolutes Mehr          | 120         | 122         |
| Francis Matthey         | Francis Matthey         | 117         | 130         |
| Christiane Brunner      | Christiane Brunner      | 101         | 108         |
| verschiedene            | verschiedene            | 21          | 4           |

Der inoffizielle Kandidat Francis Matthey wurde gewählt. Er erklärte, er und die SP benötigten Bedenkzeit, worauf die Sitzung um eine Woche vertagt wurde.

## Folgen
Die Nichtwahl von Brunner wurde von den linken Parteien und den Frauen als Desavouierung aufgefasst. Die Enttäuschung und Wut war vor allem im weiblichen Teil der Bevölkerung erheblich und wurde mit grossen Kundgebungen zum Ausdruck gebracht. Für die SP und den gewählten Bundesrat Francis Matthey gab es verschiedene Möglichkeiten, die diskutiert wurden: Akzeptierung der Wahl (wie 1983), Ablehnung der Wahl und Aufstellung einer Kompromisskandidatur oder Ablehnung der Wahl mit erneuter Kandidatur von Brunner mit Gang in die Opposition bei ihrer erneuten Nichtwahl. Letzteres hätte das Ende der Zauberformel bedeutet.
Die SP beschloss, eine Zweierkandidatur mit Christiane Brunner und Ruth Dreifuss aufzustellen. Francis Matthey erklärte in der Folge unter grossem Druck seiner Partei, dass er die Wahl nicht annehme.

## Wahl am 10. März
Es wurde also eine erneute Wahl nötig. Sie fand am 10. März statt. Die SVP forderte eine Verschiebung, die aber abgelehnt wurde. Von FDP-Abgeordneten wurde Vreni Spoerry als Sprengkandidatur ins Spiel gebracht, die aber keine Mehrheit in ihrer Fraktion fand und daher nach dem ersten Wahlgang erklärte, sie stehe nicht zur Verfügung. Nach dem zweiten Wahlgang erklärte Christiane Brunner, sie ziehe ihre Kandidatur zu Gunsten von Ruth Dreifuss zurück. Auch alle anderen, die Stimmen erhalten hatten, erklärten, nicht zur Verfügung zu stehen, worauf die Fraktion der Auto-Partei den Saal verliess. Nun war der Weg frei für die Wahl von Ruth Dreifuss.

### Resultate
|                         |                         | 1. Wahlgang | 2. Wahlgang | 3. Wahlgang |
| ----------------------- | ----------------------- | ----------- | ----------- | ----------- |
| ausgeteilte Wahlzettel  | ausgeteilte Wahlzettel  | 242         | 242         | 229         |
| eingegangene Wahlzettel | eingegangene Wahlzettel | 242         | 241         | 228         |
| leer/ungültig           | leer/ungültig           | 2/1         | 1/1         | 38/0        |
| gültig total            | gültig total            | 240         | 238         | 190         |
| absolutes Mehr          | absolutes Mehr          | 121         | 120         | 96          |
| Ruth Dreifuss           | Ruth Dreifuss           | 92          | 112         | 144         |
| Christiane Brunner      | Christiane Brunner      | 90          | 86          | 32          |
| Vreni Spoerry           | Vreni Spoerry           | 54          | <10         | <10         |
|                         | Gilbert Coutau          | <10         | 14          | 14          |
| verschiedene            | verschiedene            | 4           | 26          | 26          |

## Folgen
Durch die Wahl von Ruth Dreifuss wurde die Zauberformel aufrechterhalten und das Konkordanzsystem weitergeführt. Die rund 10'000 Demonstranten auf dem Bundesplatz akzeptierten die Wahl zögerlich. Die Wut über das Verhalten des Parlamentes blieb aber und führte zum sogenannten Brunner-Effekt.